# Чакраборти, Утпаленду
Утпаленду Чакраборти (бенг. উৎপলেন্দু চক্রবর্তী; 1948, Калькутта — 20 августа 2024, Калькутта) — индийский кинорежиссёр
, снимавший фильмы на бенгальском языке. Лауреат Национальной кинопремии Индии.

## Биография
Родился в 1948 году в Пабне, по другим источникам, в Калькутте. Окончил Шотландский церковный колледж при Калькуттском университете со степенью в области современной истории. Затем преподавал в школах для детей адиваси в приграничных районах Бенгалии, Бихара и Одиши, однако из-за проблем со здоровьем ему пришлось вернуться в Калькутту.
Свой опыт жизни в племени Чакраборти отобразил в документальном фильме Mukti Chai (1976), сняв его в период чрезвычайного положения. В 1980 году режиссёр выпустил свой первый художественный фильм Maina Tadanta (досл.: «Вскрытие»), который принёс ему Национальную кинопремию за лучший режиссёрский дебют.
Его второй фильм «Завещание приговоренного» с Омом Пури, Анилом Чаттерджи, Шьяманандом Джаланом и Шрилой Мазумдар в главных ролях исследовал угнетение и эксплуатацию рабочих джутовой фабрики в Калькутте в 1975 году. Картина выиграла Национальную кинопремию как лучший фильм и принесла Чакраборти премию за лучшую режиссуру.
Фильм также взял специальный приз жюри на кинофестивале в Индии и представлял страну на Международном форуме молодого кино в рамках Берлинского кинофестиваля.
Ещё одну Национальную кинопремию, на этот раз за лучший документальный фильм, режиссёр получил в 1984 году за The Music of Satyajit Ray, которая также была показана в разделе «Индийская панорама» на Международном кинофестивале в Индии. В 1985 году Чакраборти снял фильм на хинди под названием «Бог-дитя» с Омом Пури и Смитой Патиль в главных ролях, который получил приз экуменического жюри на кинофестивале в Локарно.
Режиссёр был женат дважды. Его второй женой была кинематографистка Сатарупа Саньял. В этом браке родились две дочери: Читрангада (род. 1989) и Ритабхари, обе ставшие актрисами. По словам младшей дочери, родители разошлись, когда ей было четыре года, из-за алкоголизма и побоев со стороны отца, и Саньял воспитывала дочерей одна. Из-за отчужденных отношений старшая дочь предпочла отказаться от фамилии отца и использует вместо неё имя мастери.
В свои последние годы Чакраборти жил один. В апреле 2024 года он получил перелом поскользнувшись в ванной, был прооперирован и долгое время прикован к постели. Он также уже некоторое время страдал от хронической обструктивной болезни лёгких. Режиссёр скончался 20 августа в своём доме в Риджент-парке, Калькутта, в возрасте 76 лет.